# Transmission.Alpha.Delta
Transmission.Alpha.Delta è l'ottavo album del gruppo punk-hardcore statunitense Strung Out. È stato pubblicato il 24 Marzo 2015.

## Tracce
1. Rats in the Walls – 3:32
2. Rebellion of the Snakes – 3:39
3. The Animal and the Machine – 3:13
4. Modern Drugs – 3:38
5. Black Maps – 4:15
6. Spanish Days – 3:16
7. Tesla – 4:03
8. Nowheresville – 3:54
9. Magnolia – 3:24
10. Go It Alone – 3:10
11. No Apologies – 3:20
12. Westcoasttrendkill – 4:23

## Formazione
- Jason Cruz - voce
- Jake Kiley - chitarra
- Rob Ramos - chitarra
- Chris Aiken - basso
- Jordan Burns - batteria